# Полулях Іларіон Кузьмович
Іларіон Кузьмович Полулях (6 червня 1897 с. Колісники, Мринська волость, Ніжинського повіту, Чернігівська губернія — 12 листопада 1917 с. Колісники, Ніжинського повіту, УНР)  — військовий, борець за незалежність України.

## Життєпис
Народився в родині спадкового козака, батько Кузьма Іванович Полулях (1862 — ?), мати Олена Павлівна (1868 — 1920) в селі Колісники на Ніжинщині, початкову освіту здобув у Колісницькій земській школі. 
Брав участь у бойових діях в Першій світовій війні на боці Російської імперії у складі Прикордонного Артилерійського дивізіону 1-ї паркової роти на посаді каноніра. В боях проти німецьких імперських військ при обороні позицій на річці Збруч під час "Протиборства на Збручі"  8 липня 1917 року отримав поранення і був комісований.
Брав участь у боротьбі за незалежність Української Народної Республіки, загинув захищаючи владу УНР в рідному селі від рук членів банди М. Г. Кропив'янського 12 листопада 1917 року.